# Peter Ludvig Panum
Peter Ludvig Panum (ur. 19 grudnia 1820 w Rønne, zm. 2 maja 1885 w Kopenhadze) – duński lekarz i fizjolog, autor naukowego opisu odry.

## Życiorys

### Lata młodości i edukacja
Peter Ludvig Panum urodził się 19 grudnia 1820 roku w Rønne jako najstarsze dziecko Jensa Panuma i Johanne Lahde. Jego ojciec był wojskowym chirurgiem i założycielem pierwszego szpitala na Bornholmie (1822). Po kilku latach rodzina przeniosła się do Eckernförde, gdzie Panum zaczął naukę w szkole podstawowej. Po przenosinach rodziny do Rendsburga, rozpoczął studia na Uniwersytecie w Kilonii, a potem przeniósł się na studia lekarskie na Uniwersytecie Kopenhaskim, które ukończył w 1845 roku. W czasie studiów dorabiał jako nauczyciel

### Kariera zawodowa
W następnym roku rządowa komisja medyczna doceniła jego umiejętności obserwacji i wysłała go z misją na Wyspy Owcze, celem zbadania epidemii odry. Panum zauważył odporność na chorobę u najstarszych mieszkańców regionu, którzy przeżyli poprzednią epidemię z 1781 roku, a także określił chorobę jako zaraźliwą jedynie w fazie charakteryzującej się objawami typowymi dla grypy i stwierdził, że materiał pobrany z krost wysypki nie jest zakaźny. Swoje spostrzeżenia Panum opisał w pracy Spostrzeżenia poczynione podczas epidemii odry na Wyspach Owczych w roku 1846, praca ta do dziś jest podstawą wiedzy o tej chorobie. Po powrocie z ekspedycji pracował początkowo w szpitalu Almingeligt, później był lekarzem we flocie, a następnie w Bandhold podczas tamtejszej epidemii cholery (1850).
W 1851 roku Panum ukończył doktorat poświęcony fibrynie i przeniósł się do Würzburga, gdzie zaprzyjaźnił się z Rudolfem Virchowem. W latach 1852−1853 pracował w Paryżu z Claudem Bernardem. W 1855 roku Panum został profesorem na Uniwersytecie w Kilonii i założył tam laboratorium fizjologii, by zajmować się problemem transfuzji krwi.
W latach 1855−1856 przeprowadził serię eksperymentów z tzw. „trucizną gnilną”, hipotetyczną substancją odpowiedzialną za symptomy sepsy. Badania przeprowadził wykonując psom wlewy roztworów tej substancji. W swoim eksperymencie udowodnił, że objawy wywołuje substancja rozpuszczalna w wodzie, która jest odporna na długotrwałe oddziaływanie wysokiej temperatury. Początkowo odrzucił możliwość bakteryjnego pochodzenia odkrytej substancji, ale w późniejszej publikacji dopuścił taką możliwość i przewidział przyszłe możliwości leczenia antybakteryjnego sepsy. Opisana przez niego substancja to endotoksyna. Panum opublikował wyniki swoich prac w 1856 roku po duńsku i w 1874 roku po niemiecku.

### Ostatnie lata życia
Z powodu narastających nastrojów antyduńskich opuścił w 1862 roku Kilonię i przeniósł się na Uniwersytet Kopenhaski, gdzie pracował do końca swojej kariery. W tym też mieście zmarł 2 maja 1885 roku, a dyrektorem kierowanego przez niego instytutu został jego asystent, Christian Bohr, ojciec Nielsa Bohra. Pochowany został na Garnisons Kirkegård w stolicy Danii.

### Życie prywatne
5 września 1853 w Rå niedaleko Helsingborga poślubił Hortense Susanne Hagen, z którą miał dwoje dzieci: córkę Hortense i syna Petera.